# Pycnoctena
Pycnoctena is een geslacht van vlinders van de familie bloeddrupjes (Zygaenidae), uit de onderfamilie Procridinae.

## Soorten
- P. angustula Felder & Felder, 1874
- P. melaenella Hampson, 1919
- P. tristis Hering, 1932